# Asplenium ghiesbreghtii
Asplenium ghiesbreghtii är en svartbräkenväxtart som beskrevs av Eugène Pierre Nicolas Fournier.
Asplenium ghiesbreghtii ingår i släktet Asplenium och familjen Aspleniaceae. Inga underarter finns listade i Catalogue of Life.
Eugène Pierre Nicolas Fournier